# 左右田孫兵衛

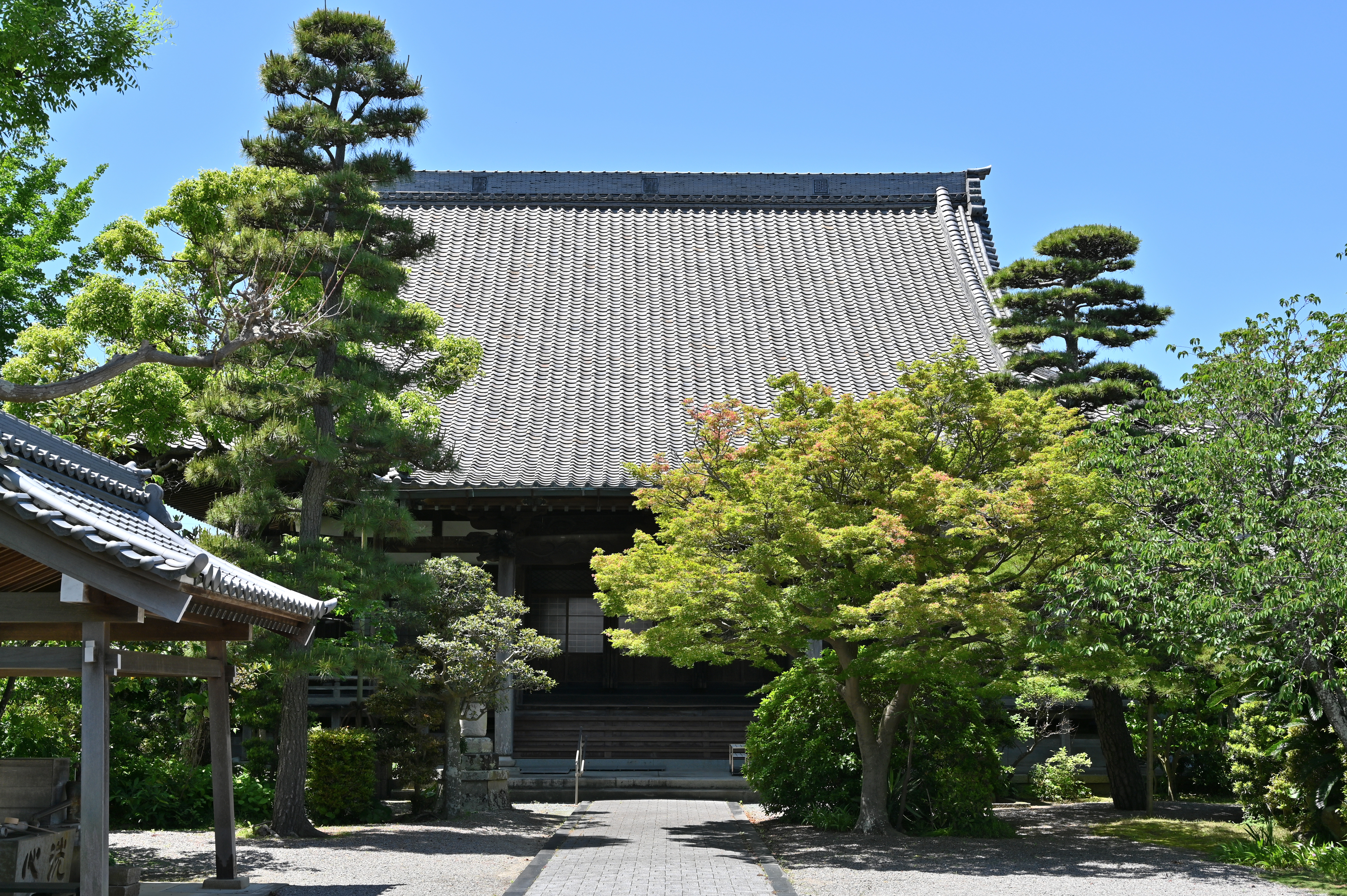
左右田孫兵衛の墓がある正覚寺（愛知県西尾市）

左右田 孫兵衛（そうだ まごべえ、寛永13年（1636年） - 享保8年2月29日（1723年4月4日））は、江戸時代前期の武士。高家吉良家家老。名は重次（しげつぎ）という。

## 生涯
米沢藩4代藩主上杉綱憲の次男・吉良義周が吉良家を相続した際に義周付きの家老となる。100石取り。赤穂浪士の吉良邸討ち入りの際には、子と見られる左右田源八郎（中小姓・7両）が討ち死にしたが、孫兵衛は生き残った。なお、左右田は討ち入り後の12月16日に吉良義央の首級が納められた泉岳寺から吉良の首を返還され受け取っている。
吉良家が改易され、義周が諏訪高島藩お預かりになると山吉盛侍と共に従い高島城へ入り、義周が亡くなるまで仕えた。諏訪では高い身分であった義周は｢左兵衛様｣と敬称されていた。
高島藩では南之丸に義周の居宅が新築された。中小姓、徒士、小者などが貸与され、飯島伊右衛門の娘が洗濯や湯浴みの世話をした。「部屋ニ炬燵ヲ置ク様ニ申付ケリ」「御共中ニ二汁五菜出ス」とあり、細かな配慮が記されている。世話役の藩士・渡辺治左衛門によると左右田は、義周の無聊を慰めるべく、一尺四寸の横笛を持参していたという。
なお高島藩主の諏訪忠虎は、霊元上皇の院使饗応を立派にやり遂げた伊達村豊嫡男・村信の義父に当たる。また、高家・上杉義枝は忠虎の義甥に当たる。
義周は宝永3年（1706年）20日（4日）に死去。享年21。現在、諏訪の法華寺に義周の墓と供養塔が残る。また、諏訪大社にも墓があり、義周の手になる書碑も建っている。
その後は三河国吉良へ戻り余生を過ごした。享保8年（1723年）2月29日に死去。享年88。墓は吉良吉田の正覚寺にある。法名釈順知。

## 創作
忠臣蔵の芝居では、同じく家老の斎藤宮内とともに長屋の壁を切り破って逃げたという話も作られた。史実での孫兵衛は吉良邸を守り、堀部ら赤穂義士と戦っている。

## 関連作品

### テーマとして描いた小説
- 「妖笛」皆川博子（『妖笛』読売新聞社、1993年、『オール讀物』1986年9月号、実業之日本社）
- 「義周と新八郎の場合」（諏訪の湖愁）岳真也（『吉良の言い分・外伝』KKS出版、1999年、『週刊小説』1999年4月2日号、実業之日本社）

### 美術
- 浮世絵『忠臣義士高名鑑』より「左右田孫兵衛」[5]